# Les Émotions d'un jeune voyeur
Pour plus de détails, voir Fiche technique et Distribution.
Les Émotions d'un jeune voyeur (Diabólica malicia) est un giallo érotique réalisé par Andrea Bianchi et James Kelley et sorti en 1972. La production multinationale est partagée entre l'Espagne, l'Italie, le Royaume-Uni et l'Allemagne de l'Ouest.

## Synopsis
Quelque part dans l'Andalousie rurale, Marcus est un écolier de douze ans gravement perturbé, qui torture les animaux et dont la mère est récemment décédée à la suite d'un étrange accident dans une piscine. C'est maintenant à son riche père britannique, Paul, de s'occuper de ce garçon manifestement instable, voire dérangé. Marcus commence à s'intéresser à sa nouvelle belle-mère, Elise, plus que cela ne semble approprié pour un enfant de douze ans. Elise remarque son comportement anormal et tente d'aller au fond des choses. Lorsqu'elle découvre une lettre du directeur de l'école, déchirée par Marcus, annonçant l'expulsion de Marcus en raison de son comportement inacceptable, elle se rend dans cette école et découvre des choses qui l'inquiètent beaucoup. Le manipulateur Marcus fait tout pour étayer et alimenter les craintes d'Elise et se révèle bientôt être un enfant assez diabolique aux yeux d'Elise.
Paul, qui donnerait à son fils le Bon Dieu sans confession, est souvent en voyage, et c'est donc à elle de s'occuper de tout dans la maison de campagne espagnole isolée. Au cours de ses recherches, Elise craint même que Marcus n'ait peut-être contribué à la mort de sa propre mère. Elise demande l'aide du Dr Viorne, une psychiatre expérimentée, mais les choses ne sont pas aussi claires qu'elles ne le paraissent à première vue. Est-ce vraiment Marcus qui s'intéresse sexuellement à Elise ou n'est-ce pas plutôt la nouvelle belle-mère qui est attirée par le garçon de manière anormale ? Bientôt, le rêve et la réalité se confondent, et le Dr Viorne n'est plus sûr si c'est Marcus ou Élise qui a le plus besoin d'une thérapie. Marcus prévoit déjà de tuer son propre père afin d'avoir Elise pour lui tout seul. De son côté, Élise prend des mesures pour se débarrasser définitivement de Marcus. C'est alors que Marcus meurt dans un écrasé par une voiture en essayant de sauver un chien mis en danger par une balle en caoutchouc lancée par Élise.

## Fiche technique
- Titre français : Les Émotions d'un jeune voyeur ou L'Enfant de la nuit[1]
- Titre espagnol original : Diabólica malicia[2]
- Titre italien : La tua presenza nuda![3]
- Titre anglais : What the Peeper Saw ou Night Hair Child[4]
- Titre allemand : Diabolisch[5]
- Réalisateur : James Kelley, Andrea Bianchi
- Scénario : Erich Kröhnke, Trevor Preston (en), Andrea Bianchi, Bautista Lacasa
- Photographie : Luis Cuadrado et Harry Waxman
- Montage : Nicholas Wentworth
- Musique : Stelvio Cipriani
- Décors : Emilio Saenz De Soto
- Costumes : Angeles Castro
- Production : Claudio Paganelli, Giuseppe Zaccariello, Harry-Alan Towers, Graham Harris, Alexander Grüter, Andrés-Vicente Gomez
- Société de production : Leander Films, Cemo Film, Corona Filmproduktion, Eguiluz Films, Leisure Media
- Pays de production :  Espagne -  Italie -  Royaume-Uni -  Allemagne de l'Ouest
- Langues originales : anglais, italien
- Format : couleur par Eastmancolor - 1,85:1 - Son mono - 35 mm
- Durée : 95 minutes
- Genre : Giallo érotique
- Dates de sortie :
  - Italie : 14 octobre 1972
  - Royaume-Uni : 26 novembre 1972
  - Allemagne de l'Ouest : 6 février 1973
  - France : 1973[1]

## Distribution
- Mark Lester : Marcus
- Britt Ekland : Elise
- Hardy Krüger : Paul
- Lilli Palmer : Dr. Viorne
- Harry Andrews : Directeur de l'école
- Conchita Montes : Sophie
- Colette Giacobine (sous le nom de « Collette Jack ») : Sarah
- Ricardo Palacios
- Emilio Rodríguez
- Ricardo Valle

## Censure
En Italie, la censure a d'abord interdit le film, mais la commission d'appel a délivré un visa (avec interdiction aux mineurs de moins de 18 ans) apparemment sans coupures. Le producteur a toutefois procédé à des coupes, puisque la copie soumise à la censure ne comportait que 2 368 mètres, contre une longueur déclarée de 2 435 mètres.
Au Royaume-Uni, à l'époque de la première sortie, le film n'a été que légèrement censuré, mais en 1978, avec l'introduction de la loi sur la protection des enfants (Protection of Children Act), pas moins de 6 minutes de séquences ont été retirées du film. Toutes les scènes où Elise se déshabille devant Marcus, la scène où Marcus caresse les seins d'Elise et la scène où Elise est au lit avec Marcus ont été coupées.

## Accueil critique
Dans Filmdienst, on peut lire succinctement : « Un thriller psychologique modérément passionnant ».